# La Serre-Bussière-Vieille
La Serre-Bussière-Vieille is een gemeente in het Franse departement Creuse (regio Nouvelle-Aquitaine) en telt 125 inwoners (2004). De plaats maakt deel uit van het arrondissement Aubusson.

## Geografie
De oppervlakte van La Serre-Bussière-Vieille bedraagt 14,6 km², de bevolkingsdichtheid is 8,6 inwoners per km².

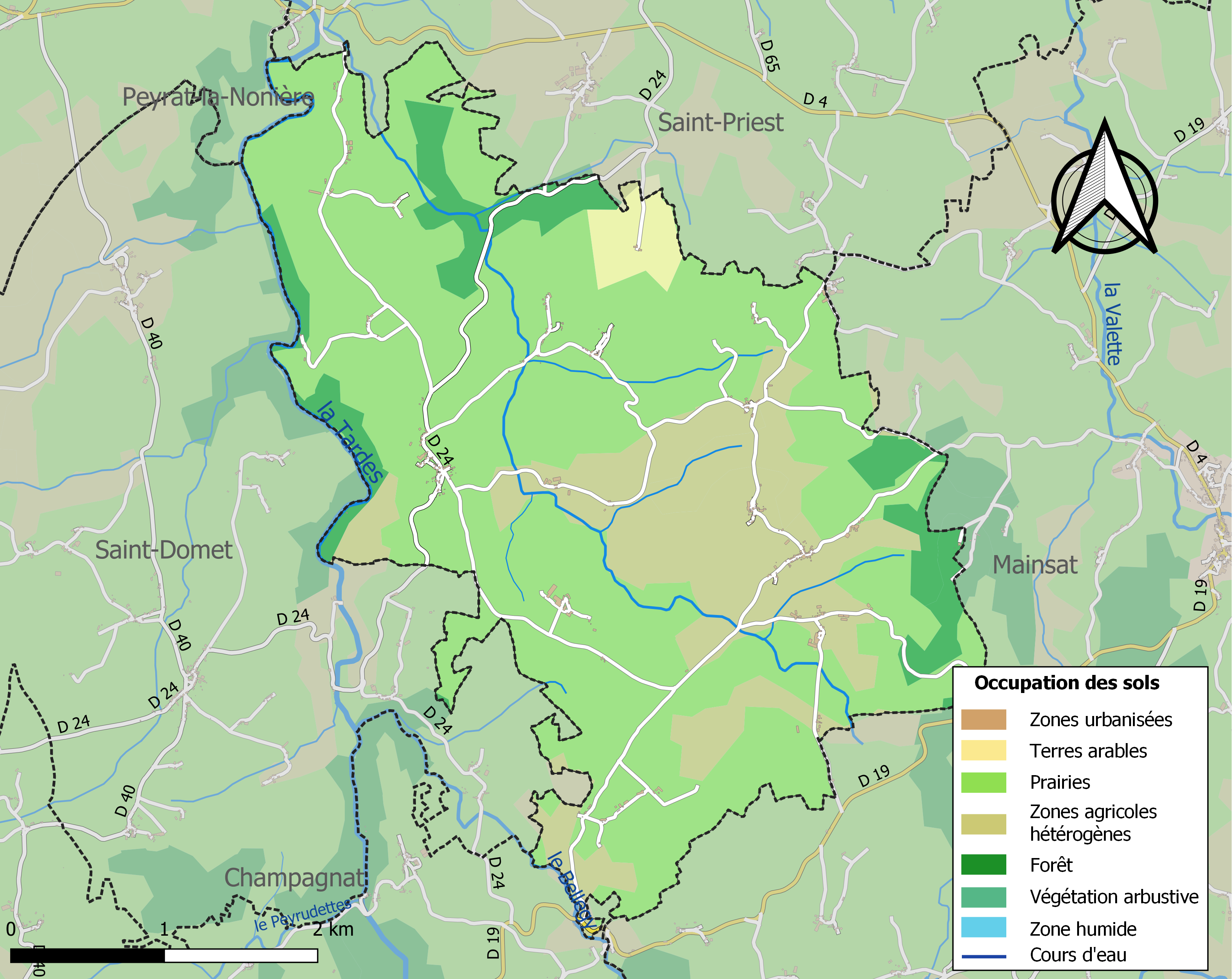
Kaart van de gemeente met de belangrijkste infrastructuur, bodemgebruik en omliggende gemeenten

## Demografie
Onderstaande figuur toont het verloop van het inwonertal (bron: INSEE-tellingen).